# Carbonatisierung (Boden)
Als Carbonatisierung bezeichnet man in der Bodenkunde die Bildung und Anreicherung von Calciumcarbonat (CaCO3) im Boden.
Der ausgefällte Kalk kann fein verteilt sein, ist aber oft auch konzentriert in Bändern oder Krusten. Gründe für die Ausfällung können sein:
- Wasserverdunstung mit der Folge von CaCO3-Übersättigung, vor allem in ariden Gebieten,
- CO2-Verlust und dadurch verursachte Erhöhung der CO32−-Konzentration,
- Alkalisierung und dadurch verursachte Erhöhung der CO32−-Konzentration.[1][2]
- Magmatisches Gestein, beim abkühlungsbedingten Erstarren von Magma kann Carbonat gebunden werden.[3][4][5][6]

## Einzelbelege
1. ↑  Agnieszka Pilarska, Teofil Jesionowski: Synthesis of MgO in magnesium hydroxide carbonatisation process. In: Physicochem. Probl. Miner. Process, Band 46, 2011, S. 83–94 (PDF).
2. ↑  Susanne Thoke-Weidlich: Alkaliionendiffusion in carbonatisierte und nicht carbonatisierte Betone. Diss. Universität Hannover, 2002 (PDF).
3. ↑  Ahmad Rabiee, Federico Rossetti, Francesca Tecce, Yoshihiro Asahara, Hossein Azizi, Johannes Glodny, Federico Lucci, Reza Nozaem, Joachim Opitz, David Selby: Multiphase magma intrusion, ore-enhancement and hydrothermal carbonatisation in the Siah-Kamar porphyry Mo deposit, Urumieh-Dokhtar magmatic zone, NW Iran. In: Ore Geology Reviews, Band 110, 2019, Artikel 102930 (PDF).
4. ↑  R. Clayton: Basalt carbonatisation and its implications for antimony mineralisation in north Cornwall. In: Proceedings-Ussher Society, Band 8, 1993, S. 105 (PDF).
5. ↑  R. Jahn, Th. Gudmundsson, K. Stahr: Carbonatisation as a soil forming process on soils from basic pyroclastic fall deposits of the island of Lanzarote, Spain. In: Catena, Band 7 (Supplement), 1985, S. 87–97.
6. ↑  F. Graef, A. Singer, K. Stahr, R. Jahna: Genesis and diagenesis of paleosols from Pliocene volcanics on the Golan Heights. In: Catena, Band 30, Nr. 2–3, 1997, S. 149–167, doi:10.1016/S0341-8162(97)00026-X.